# Prežganje (kuhinja)
Prežganje (fr. Roux), žargonsko: »Ajnpren«, je na maščobi (navadno uporabimo surovo maslo ali olje) prepražena moka, ki se uporablja za začetno pripravo nekaterih jedi, predvsem pa za zgoščevanje omak, juh in enolončnic.
Prežganje je običajno narejeno iz enakih delov moke in maščobe. Raztopljeni maščobi ali olju na štedilniku dodamo moko, premešamo do gladkega in skuhamo do želene stopnje. Prežganje je lahko belo, svetlejše ali temnejše. Zagotavlja osnovo za jed, druge sestavine pa se dodajo po končanem postopku priprave. Zaradi praženja se ogljikovi hidrati v moki spremenijo, tako da pozneje v omaki počasneje nastajajo grudice. Prežganje moramo vedno pražiti na srednji vročini in nenehno mešati, saj se lahko kar hitro prismodi. S prežganjem vred lahko prepražimo tudi čebulo, česen, peteršilj in tudi druge dodatke. Pomembno je tudi, da vemo, ali bomo prežganje zalili z mrzlo ali vročo tekočino (vodo, jušno osnovo, mlekom). Če ga zalijemo z vročo tekočino, se bo omaka zelo hitro zgostila in lahko nastanejo grudice. Če ga zalijemo z mrzlo vodo, bo potrebno prežganje dolgo časa mešati, da se bo zgostilo.

## Vrste prežganja
Po barvi prežgane moke razlikujemo tri vrste prežganja:
- Svetlo ali belo prežganje se uporablja za pripravo belih omak (bešamel in žametne omake) in je pripravljeno v dobri minuti.

- Srednje ali rumeno prežganje pripravimo tako, da moko pražimo dobre 2 do 3 minute, da moka začne rahlo rjaveti, nato pa se zalije s tekočino.

- Temno ali rjavo prežganje nastane, ko moko na maščobi pražimo dobrih 5 minut. Uporablja se za pripravo temnih omak.